# 2,6-diaminopyridine
2,6-diaminopyridine (DAP) is een heterocyclische aromatische verbinding die bestaat uit een pyridine-ring met daarop twee aminegroepen aan weerszijden van het stikstofatoom. Het komt voor als een poeder of schilfers met een beige tot bruine kleur. Het is oplosbaar in water; de oplossing heeft een gele tot bruine kleur.

## Synthese
Diaminopyridines kan men bereiden met de Tsjitsjibabin-reactie van het overeenkomstige pyridine met natriumamide.
Ze kunnen ook bereid worden door een dichloorpyridine te reageren met ammoniak in waterige oplossing, waardoor de chlooratomen verdrongen worden door aminegroepen. Hiervoor is een koperverbinding als katalysator nodig, zoals kopersulfaat, koper(I)chloride of koper(I)jodide.

## Toepassingen
Met 2,6-diaminopyridine worden verschillende andere verbindingen bereid, waaronder verfstoffen, metaalliganden, medicijnen, pesticiden en monomeren voor polymeren.  Het is een uitgangsstof voor de pijnstiller fenazopyridine. Het is een diamine en kan gebruikt worden als monomeer voor polyamides (polymerisatie met een carbonzuur of carbonzuurchloride) en polyurea (polymerisatie met een di-isocyanaat).
De stof wordt gebruikt in oxidatieve haarkleurmiddelen en producten voor het kleuren van de wimpers. Het wordt dan gemengd met waterstofperoxide onmiddellijk voor het aanbrengen op het haar. De concentratie na menging op het haar mag niet meer dan 0,15% bedragen.

## Eigenschappen
De stof is een zeer sterke huidsensibilisator. Bij proeven in vitro bleek ze mutageen, maar bij dierproeven in vivo kon dit niet aangetoond worden.